# Team Fakta
Il Team Fakta, conosciuto anche come EDS-Fakta era una squadra maschile danese di ciclismo su strada attiva tra i professionisti dal 1999 al 2003. Il suo sponsor principale è stata l'omonima catena di discount.
A fine della stagione 2003, il team Fakta si è fuso con l'Alessio.

## Cronistoria

### Annuario
| Anno | Codice  | Nome                                                     | Cat.  | Biciclette | Dirigenza |
| ---- | ------- | -------------------------------------------------------- | ----- | ---------- | --- |
| 1999 | FAK     | Team Fakta                                               | GSIII | ?          | Manager:Peter Seijer Nielsen Dir. sportivi: Peter Seijer Nielsen, Gunnar Asmussen, Bill Sejer Nielsen                                         |
| 2000 | FAK     | Team Fakta                                               | GSII  | Principia  | Manager:Peter Seijer Nielsen Dir. sportivi: Peter Seijer Nielsen, Kim Andersen, Claus Michael Holm, Bill Sejer Nielsen                        |
| 2001 | FAK     | Team Fakta                                               | GSII  | Viner      | Manager:Peter Seijer Nielsen Dir. sportivi: Peter Seijer Nielsen, Kim Andersen, Peter Meinert Nielsen, Claus Michael Holm, Bill Sejer Nielsen |
| 2002 | FAK EDS | Team Fakta (fino al 17 aprile) EDS-Fakta (dal 18 aprile) | GSII  | Principia  | Manager:Peter Seijer Nielsen Dir. sportivi: Peter Seijer Nielsen, Kim Andersen, Peter Meinert Nielsen                                         |
| 2003 | FAK     | Team Fakta Team Fakta-Pata (durante il Giro d'Italia)    | GSI   | Pinarello  | Manager:Peter Seijer Nielsen Dir. sportivi: Peter Seijer Nielsen, Kim Andersen, Peter Meinert Nielsen, Jens Veggerby, Gian Enrico Zanardo     |

### Classifiche UCI
| Anno | Class. | Pos. | Migliore cl. individuale |
| ---- | ------ | ---- | ------------------------ |
| 1999 | GSIII  | 11º  | Lennie Kristensen (898º) |
| 2000 | GSII   | 17º  | Nicki Sørensen (174º)    |
| 2001 | GSI    | 9º   | Scott Sunderland (66º)   |
| 2002 | GSI    | 1º   | Kurt Asle Arvesen (37º)  |
| 2003 | GSI    | 26º  | Frank Høj (102º)         |

## Palmarès

### Grandi Giri
- Giro d'Italia

Partecipazioni: 1 (2003)
Vittorie di tappa: 1
2003: 1 (Kurt Asle Arvesen)
Altre classifiche: 1
2003: Intergiro (Magnus Bäckstedt)
- Tour de France

Partecipazioni: 0
Vittorie di tappa: 0
- Vuelta a España

Partecipazioni: 0
Vittorie di tappa: 0

### Campionati nazionali
- Campionati norvegesi: 2

In linea: 2002 (Kurt Asle Arvesen), 2003 (Gabriel Rasch)
- Campionati svedesi: 2

In linea: 2001 (Marcus Ljungqvist)
Cronometro: 2003 (Magnus Bäckstedt)
- Campionati danesi: 1

Cronometro a squadre: 2001 (Jimmy Hansen, Jørgen Bo Petersen e Michael Skelde)